# 鈴木香音
鈴木 香音（すずき かのん、1998年8月5日 - ）は、日本の元歌手、元アイドルであり、モーニング娘。の元メンバー（9期）である。愛称はズッキ。イメージカラーは緑。
愛知県蒲郡市出身。血液型B型。2016年5月まではアップフロントプロモーションに所属していた。

## 略歴
2011年1月2日、中野サンプラザで行われた『Hello! Project 2011 WINTER 〜歓迎新鮮まつり〜』にて、約9,000人が応募した『モーニング娘。9期メンバーオーディション』へ合格しモーニング娘。9期メンバーに選ばれたことが発表された。
2012年9月10日、モーニング娘。9期メンバーによる『モーニング娘。Q期オフィシャルブログ』を開設。
2014年12月3日、CBCラジオで『モーニング娘。'14 鈴木香音のいつでも!カンノンスマイル』が放送開始（2016年5月24日終了）。
2016年2月7日、「介護福祉の仕事につくための勉強をしていきたい」との本人の意思により、2016年春のモーニング娘。'16のツアーをもってモーニング娘。'16、並びにハロー!プロジェクトを卒業することが発表された。
2016年5月31日、日本武道館で行われた『モーニング娘。'16コンサートツアー春 〜EMOTION IN MOTION〜』の最終公演においてモーニング娘。'16、並びにハロー!プロジェクトを卒業し、同時に芸能界を引退した。

## 作品

### 映像作品
- Greeting 〜鈴木香音〜（2011年7月25日、UP-FRONT WORKS） - e-Hello!シリーズ（e-LineUP!期間限定販売）[9]、UFBW-2024[10]

## 出演

### テレビドラマ
- 数学♥女子学園（2012年1月11日 - 3月28日、日本テレビ） - 大塚メイ 役

### ラジオ
- モーニング娘。'16のモーニング女学院〜放課後ミーティング〜（2012年 - 2016年、アール・エフ・ラジオ日本)
- モーニング娘。'16 鈴木香音のいつでも!カンノンスマイル（2014年12月3日 - 2016年5月24日、CBCラジオ）

### ネット配信
- ユーストリー娘。（2011年4月13日 - 7月13日、Ustream）

### イベント
- 「ハロー!チャンネルVol.5」発売記念握手会（2011年8月19日、福家書店新宿サブナード店）[11]

### 映画
- シェアハウス（2011年11月）

### ミュージカル
- リボーン〜命のオーディション〜（2011年10月8日 - 17日、全労済ホール スペース・ゼロ） - 楊貴妃 役
- ステーシーズ 少女再殺歌劇（2012年6月6日 - 12日、全労済ホール スペース・ゼロ） - 砂置子/領子 役
- 演劇女子部 ミュージカル「LILIUM-リリウム 少女純潔歌劇-」（2014年6月5日 - 15日、池袋サンシャイン劇場 / 6月20日・21日、森ノ宮ピロティホール） - ローズ 役

## 所属グループ・ユニット
- モーニング娘。（2011年 - 2016年）
  - モーニング娘。Q期（2012年）[注 1]
- スペシャルユニット
  - リボーンイレブン（2011年）
- シャッフルユニット
  - ハロー!プロジェクト モベキマス（2011年）